# Antamina

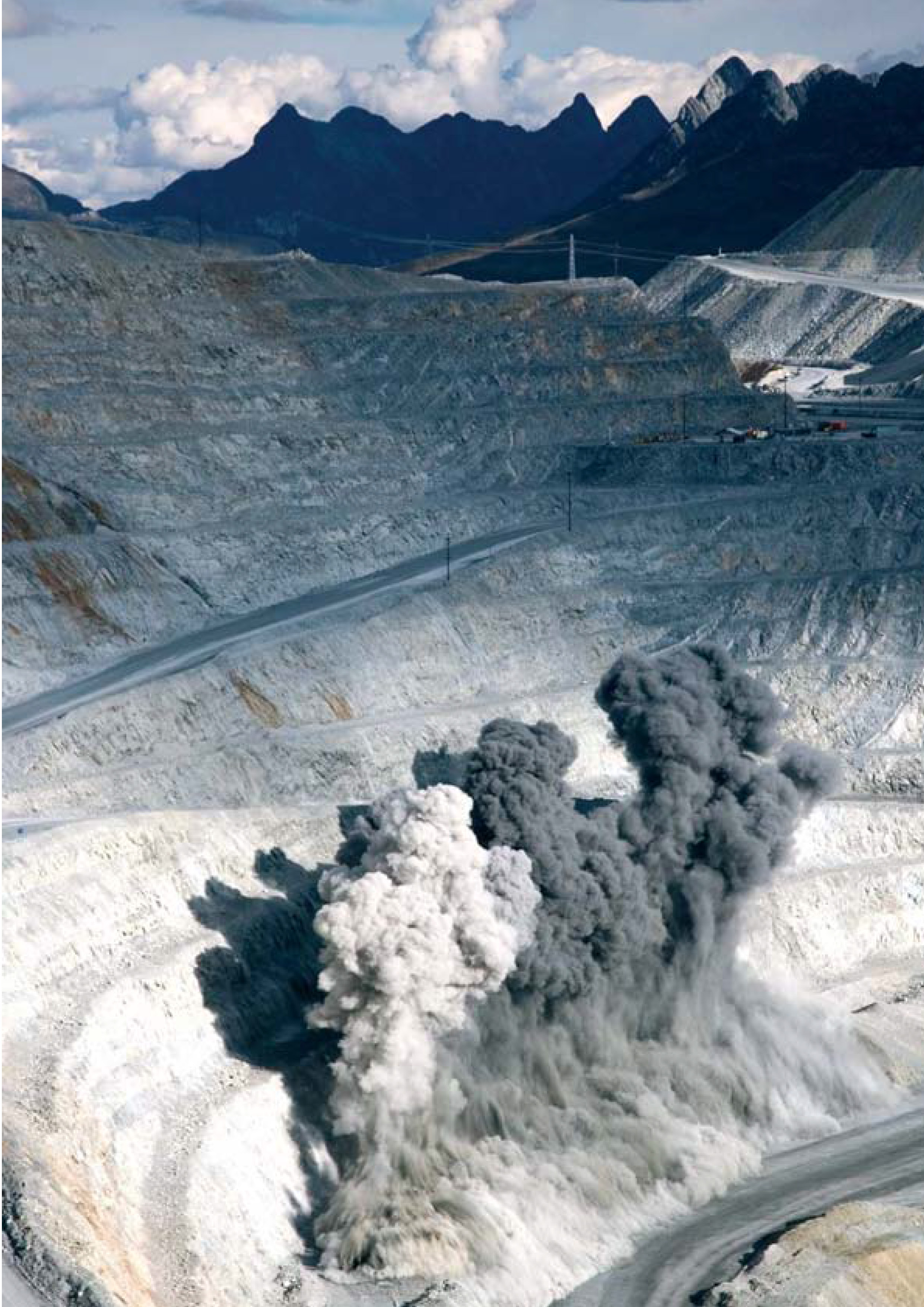
Voladura en el tajo abierto (2014)

Antamina es una mina en Perú que contiene uno de los yacimientos de cobre más importantes del mundo. Es explotada por la Compañía Minera Antamina (CMA), una corporación minera de capitales canadienses, australianos y japoneses. Se localiza en el distrito de San Marcos, provincia de Huari en la región Áncash, en el Perú, a 150 km de la ciudad de Huaraz y 500 km de la ciudad de Lima, sobre una altitud de 4200 m s.n.m.
Produce concentrados de cobre, zinc, bismuto y molibdeno y, de manera secundaria, plata y plomo. En la actualidad, es uno de los mayores productores peruanos de concentrados de cobre y zinc, y una de las diez minas de cobre más grandes del mundo en términos de volumen de producción.

## Historia
La mina fue explotada de forma artesanal desde la época incaica, Fray Calancha en el siglo XVII y Antonio Raimondi en el siglo XIX la mencionan como uno de los cerros minerales más ricos del Perú, y que una de sus bocaminas, llamada Taco, contenía además de cobre, plata de alta ley.
En la década de los 70s, la propiedad paso a manos de la Empresa Minera del Centro del Perú - Centromin. La propiedad Antamina fue privatizada en 1996 cuando Rio Algom, BHP Billiton e Inmet ganaron los derechos de desarrollo de la concesión minera. Inmediatamente se inició un período de exploración avanzada como parte del estudio de factibilidad. En 1998, la participación de Inmet se vendió a Noranda y Teck, y más tarde se unió Mitsubishi. La propiedad de la Compañía Minera Antamina (CMA) ahora es de BHP Billiton (33.75% de las acciones), Glencore (33.75%) Teck (22.5%) y Mitsubishi Corporation con 10% del accionariado.
El estudio de factibilidad se completó en marzo de 1998. En 2001 inició operaciones y en 2004 recuperó todas sus inversiones generando a partir de entonces enormes utilidades.
Hasta el año 2013, la compañía constituía una importante inversión cuantificada en aproximadamente 3 600 millones de dólares. Cerca del 50% de sus trabajadores son provenientes de la Región Ancash y el 100% de la mano de obra no calificada proviene de las zonas de influencia.

## Proceso productivo
El proceso productivo se inicia con la extracción del mineral a través del minado. Una vez fragmentado el material, se procede a cargar el mineral mediante palas eléctricas hacia la chancadora localizada cerca del tajo, donde grandes bloques de mineral son reducidos y trasladados hacia la planta concentradora. En el 2013, la empresa Golder Associates se encargó del diseño y construcción de la presa de relaves, una de la más altas en el mundo.  Posteriormente, el mineral entra al proceso de molienda e ingresa a celdas de flotación, donde con la ayuda de un proceso físico-químico se recupera los metales valiosos, como cobre, zinc, molibdeno, plata y plomo. Los concentrados de cobre y zinc son enviados al Puerto Punta Lobitos a través de un mineroducto. Los subproductos como molibdeno, plomo y plata son trasladados vía terrestre hasta Lima.

### Mineroducto
El mineroducto de Antamina es una tubería enterrada de 302 km que transporta contenidos polimetálicos desde la planta concentradora de Yanacancha de la Compañía Minera Antamina (CMA), en el distrito de San Marcos, en la provincia de Huari, hasta el Puerto Punta Lobitos, en la provincia de Huarmey, en la región Áncash, Perú. Los minerales se transportan con agua: 60% de sólido y 40% de líquido. Al llegar a la estación de recepción en Punta Lobitos, los minerales se separan del agua y se almacenan hasta que son cargados a los barcos. El mineroducto empezó a transportar minerales a partir del 1 de julio de 2001.

### Punta Lobitos
Puerto Punta Lobitos, o Punta Lobitos, es un puerto de embarque de minerales en la costa nor-central del Perú administrado por la Compañía Minera Antamina. Es el punto final del recorrido del mineroducto de Antamina. Allí se ubica la Planta de Filtrado en donde los polvos finos de los concentrados minerales transportados por el mineroducto son separados del agua. Los concentrados son almacenados para luego ser embarcados. El agua es tratada para luego ser reutilizada como agua de irrigación en el bosque de Huarmey. En 2013, Antamina reportó que Punta Lobitos recibe un promedio de nueve embarcaciones por mes.

## Gestión socioambiental
Antamina cuenta con la certificación al Sistema Integrado de Gestión (SIG) otorgado por la TUV Rheinland de Alemania. Esta certificación demuestra las condiciones óptimas del equipo en todas las operaciones de la compañía: Mina, Puerto Punta Lobitos, Lima, mineroducto y transporte externo. Dicha certificación incluye un proceso de mejora continua de  las certificaciones ISO 14001 de Medio Ambiente y OHSAS 18001 de Salud y Seguridad Industrial, normas internacionales que Antamina ha certificado desde el año 2005.
La gestión social de Antamina se ha caracterizado por estar comprometida con los trabajadores y las comunidades del entorno del lugar de operaciones,  alentando a que las poblaciones obtengan desarrollo propio. Las iniciativas y proyectos de desarrollo se ejecutan bajo los siguientes enfoques:
- Productividad: Impulsar el desarrollo con proyectos y obras que mejoren la calidad de vida de las comunidades del entorno.

- Sostenibilidad: Proyectos agropecuarios, sistemas de irrigación, forestación, educación, salud, infraestructura, fortalecimiento y desarrollo de capacidades, historia, cultura y turismo.

- Historia y Cultura: Proyectos de rescate de la historia, preservación de la cultura local y promoción de los espacios naturales.

### Emisiones de gases de efecto invernadero
De acuerdo a los reportes de sostenibilidad de Antamina, se tienen las siguientes cantidad emitidas de gases de efecto invernadero en sus operaciones:
| Año  | tCO2      | Incluye |
| ---- | --------- | --- |
| 2014 | 704 095   | Emisiones directas + Emisiones indirectas por energía importada                                             |
| 2015 | 754 598   | Emisiones directas + Emisiones indirectas por energía importada                                             |
| 2016 | 757 697   | Emisiones directas + Emisiones indirectas por energía importada                                             |
| 2017 | 751 979   | Emisiones directas + Emisiones indirectas por energía importada                                             |
| 2018 | 722 182   | Emisiones directas + Emisiones indirectas por energía importada                                             |
| 2019 | 646 000   | Emisiones directas + Emisiones indirectas por energía importada                                             |
| 2020 | 582 000   | Emisiones directas + Emisiones indirectas por energía importada                                             |
| 2021 | 1 494 000 | Emisiones directas + Emisiones indirectas por energía importada, provenientes del transporte y del producto |

### Organizaciones sociales
Como parte de su política social, Antamina puso en marcha dos organizaciones sociales: el Fondo Minero Antamina (FMA) y la Asociación Áncash. La Asociación Áncash surgió como una organización de carácter independiente, responsable por la promoción del turismo de la región Ancash, así como por la preservación de su naturaleza.
El Fondo Minero Antamina (FMA) se fundó en el año 2007 con los aportes voluntarios que la empresa decide entregar para ser invertidos en proyectos sociales, no sólo en su área de influencia directa, sino también en otras zonas alejadas de su operación.
El FMA fue una intervención integral, y concentró sus esfuerzos en mejorar cinco áreas específicas: salud y nutrición, educación, desarrollo productivo, desarrollo de la capacidad de gestión de los gobiernos locales e infraestructura básica, e incremento gradual del índice de desarrollo humano de las comunidades.

## Conflictos socioambientales

### Conflictos laborales
En noviembre de 2014, el sindicato de Antamina, que agrupa a la mayor parte de los trabajadores de la empresa, convocó una huelga indefinida “en demanda de mejoras en las condiciones laborales y de una mayor participación de las ganancias de la empresa”.
En documento presentado al Ministerio del Trabajo,  el Sindicato manifestó que la plataforma de la huelga era por más participación en las utilidades. “La compañía señaló que el paro sindical se produce porque los empleados han recibido menores utilidades, y que esto a su vez fue originado por un menor precio de los minerales en el mercado internacional".
La primera huelga del Sindicato empezó el 10 de noviembre del 2014, y se extendió por casi tres semanas. Esta medida de fuerza fue declarada por la autoridad laboral como improcedente e ilegal en cada una de sus instancias.

### Problemas medioambientales
En 2007 se produjo una manifestación de vecinos que cortaron los accesos a la mina durante varias horas. Acusaban a la empresa de contaminar y dañar el medioambiente, reivindicando por ello la reubicación de sus viviendas. Según la empresa, basándose en informes realizados por una universidad nacional y el CDC estadounidense, no había una concentración de metales que pudiera ser dañina.
En septiembre de 2009 se reprodujeron las manifestaciones, alcanzando una situación de violencia y la intervención de la policía, con el resultado de siete campesinos heridos gravemente. Los manifestantes acusaban a la empresa de incumplir sus promesas y seguir contaminando.

#### Derrame de concentrados de cobre en Cajacay
El derrame de concentrados de cobre en Cajacay se produjo el 25 de julio de 2012 en la región Áncash, Perú. Este derrame se produjo por una rotura del codo de una válvula en el mineroducto de la Compañía Minera Antamina la cual provocó una fuga de 45 toneladas, de las cuales 3 toneladas de concentrados fueron esparcidas alrededor de la estación de control. El derrame ocurrió en la estación de válvulas VS-1 a la altura del kilómetro 110 de la Ruta nacional PE-16 (Pativilca – Conococha), en el caserío Santa Rosa, perteneciente al distrito de Cajacay, provincia de Bolognesi en el departamento de Áncash. Gracias a la oportuna acción de los pobladores locales se evitó que los minerales llegaran a contaminar el río Fortaleza.
Un año después, el 31 de mayo de 2013, la Dirección de Fiscalización, Sanción y Aplicación de Incentivos del Organismo de Evaluación y Fiscalización Ambiental (OEFA) sancionó con una multa de 56 Unidades Impositivas Tributarias (UIT), equivalente a S/. 207 200 (aproximadamente USD 77 000, a la Compañía Minera Antamina S.A., por infringir la legislación ambiental a consecuencia del derrame.La sanción fue impuesta, de acuerdo al entonces Ministro del Ambiente Manuel Pulgar Vidal, por dos motivos: «una por la falta de diligencia en el aviso y en el llenado de los formatos sobre el accidente, y la otra porque se han tenido que talar algunos árboles materia de la contaminación producida en el suelo».

#### Contaminación por arsénico en Huarmey
La contaminación por arsénico en Huarmey es un caso de hidroarsenicismo en el distrito de Huarmey, en la provincia homónima en la región Áncash, Perú. A partir de octubre de 2023 se ha determinado a partir de exámenes de tamizaje que 198 personas presentan altos niveles de contaminación por arsénico en los barrios 9 de octubre y Puerto Huarmey, localidades ubicadas en el distrito de Huarmey. Si bien el límite máximo de arsénico para personas no expuestas ocupacionalmente debe ser menor a 20 ug/g creatinina, dos mujeres presentaron niveles de 123,13 ug/g y 187,36 ug/g, seis y nueve veces el límite máximo, respectivamente. También un niño de un año presentó 135,05 ug/g, siete veces más el límite.

## Directivos de Compañía Minera Antamina (CMA)
En diciembre de 2024 se anunció que Adolfo Heeren ha sido nombrado nuevo CEO y gerente general de Antamina. Asumirá el cargo el 1 de febrero de 2025, reemplazando a Víctor Gobitz Colchado, quien deja la posición por motivos personales después de cuatro años de liderazgo. Heeren cuenta con casi 30 años de experiencia en el sector minero y energético, es ingeniero de la Pontificia Universidad Católica del Perú y tiene un MBA de la Universidad Adolfo Ibáñez de Chile. Su trayectoria incluye roles como CEO de Anglo American Perú y gerente general en varias empresas importantes. En Antamina, Heeren liderará procesos de optimización y proyectos para enfrentar retos operativos, enfocándose en el desarrollo sostenible y la mejora continua de los procesos mineros.